# Draft NFL 1968
Il Draft NFL 1968 si è tenuto dal 30 al 31 gennaio 1968. Questo fu il secondo draft in cui National Football League e American Football League tennero un draft comune.

## Primo giro
|  | = Pro Bowler |  | = AFL All-Star |  |  | = Hall of Famer |

| Scelta # | Squadra                 | Giocatore       | Ruolo            | College              |
| -------- | ----------------------- | --------------- | ---------------- | -------------------- |
| 1        | Minnesota Vikings NFL   | Ron Yary        | Offensive tackle | USC                  |
| 2        | Cincinnati Bengals AFL  | Bob Johnson     | Center           | Tennessee            |
| 3        | Atlanta Falcons NFL     | Claude Humphrey | Defensive end    | Tennessee State      |
| 4        | San Diego Chargers AFL  | Russ Washington | Offensive Tackle | Missouri             |
| 5        | Green Bay Packers NFL   | Fred Carr       | Linebacker       | UTEP                 |
| 6        | Boston Patriots AFL     | Dennis Byrd     | Defensive tackle | North Carolina State |
| 7        | New Orleans Saints NFL  | Kevin Hardy     | Defensive End    | Notre Dame           |
| 8        | Miami Dolphins AFL      | Larry Csonka    | Running back     | Syracuse             |
| 9        | Buffalo Bills AFL       | Haven Moses     | Wide Receiver    | San Diego St.        |
| 10       | Pittsburgh Steelers NFL | Mike Taylor     | Offensive Tackle | USC                  |
| 11       | Detroit Lions NFL       | Greg Landry     | Quarterback      | UMass                |
| 12       | Washington Redskins NFL | Jim Smith       | Defensive back   | Oregon               |
| 13       | St. Louis Cardinals NFL | MacArthur Lane  | Running Back     | Utah State           |
| 14       | Philadelphia Eagles NFL | Tim Rossovich   | Defensive End    | USC                  |
| 15       | San Francisco 49ers NFL | Forrest Blue    | Center           | Auburn               |
| 16       | Chicago Bears NFL       | Mike Hull       | Running Back     | USC                  |
| 17       | New York Jets AFL       | Lee White       | Running Back     | Weber State          |
| 18       | San Diego Chargers AFL  | Jim Hill        | Defensive Back   | Texas A&M Kingsville |
| 19       | Kansas City Chiefs AFL  | Mo Moorman      | Offensive Guard  | Texas A&M            |
| 20       | Dallas Cowboys NFL      | Dennis Homan    | Wide receiver    | Alabama              |
| 21       | Cleveland Browns NFL    | Marvin Upshaw   | Defensive End    | Trinity              |
| 22       | Kansas City Chiefs AFL  | George Daney    | Offensive Guard  | UTEP                 |
| 23       | Baltimore Colts NFL     | John Williams   | Offensive Tackle | Minnesota            |
| 24       | Detroit Lions NFL       | Earl McCullouch | Wide Receiver    | USC                  |
| 25       | Oakland Raiders AFL     | Eldridge Dickey | Quarterback      | Tennessee State      |
| 26       | Green Bay Packers NFL   | Bill Lueck      | Offensive Guard  | Arizona              |
| 27       | Miami Dolphins AFL      | Doug Crusan     | Offensive Tackle | Indiana              |

## Hall of Fame
All'annata 2013, sette giocatori della classe del Draft 1968 sono stati inseriti nella Pro Football Hall of Fame:
- Larry Csonka, Running Back da Syracuse scelto come ottavo assoluto dai Miami Dolphins della AFL.

Induzione: Professional Football Hall of Fame, classe del 1987.
- Art Shell, Offensive Tackle dalla University of Maryland Eastern Shore scelto nel terzo giro come 80º assoluto dagli Oakland Raiders della AFL.

Induzione: Professional Football Hall of Fame, classe del 1989.
- Ron Yary, Offensive Tackle da USC scelto come primo assoluto dai Minnesota Vikinga.

Induzione: Professional Football Hall of Fame, classe del 2001.
- Elvin Bethea, Offensive Tackle da North Carolina A&T taken scelto nel terzo giro come 77º assoluto dagli Houston Oilers della AFL.

Induzione: Professional Football Hall of Fame, classe del 2003.
- Charlie Sanders, Tight End da Minnesota scelto nel terzo giro come 74º assoluto dai Detroit Lions.

Induzione: Professional Football Hall of Fame, classe del 2007.
- Curley Culp, Defensive Tackle da Arizona State scelto nel secondo giro come 31º assoluto dai Denver Broncos della AFL. Scambiato nel training camp coi Kansas City Chiefs della AFL.

Induzione: Professional Football Hall of Fame, classe del 2013.
- Claude Humphrey, Defensive End da Tennessee State scelto come terzo assoluto dagli Atlanta Falcons.

Inducted: Professional Football Hall of Fame, classe del 2014.